# Ліпувка (Великопольське воєводство)
Ліпувка (пол. Lipówka, нім. Lindenhof) — село в Польщі, у гміні Дольськ Сьремського повіту Великопольського воєводства.
Населення — 45 осіб (2011).
У 1975-1998 роках село належало до Познанського воєводства.

## Демографія
Демографічна структура станом на 31 березня 2011 року:
|          | Загалом | Допрацездатний вік | Працездатний вік | Постпрацездатний вік |
| -------- | ------- | ------------------ | ---------------- | -------------------- |
| Чоловіки | 22      | 4                  | 17               | 1                    |
| Жінки    | 23      | 3                  | 14               | 6                    |
| Разом    | 45      | 7                  | 31               | 7                    |